# IROC IX

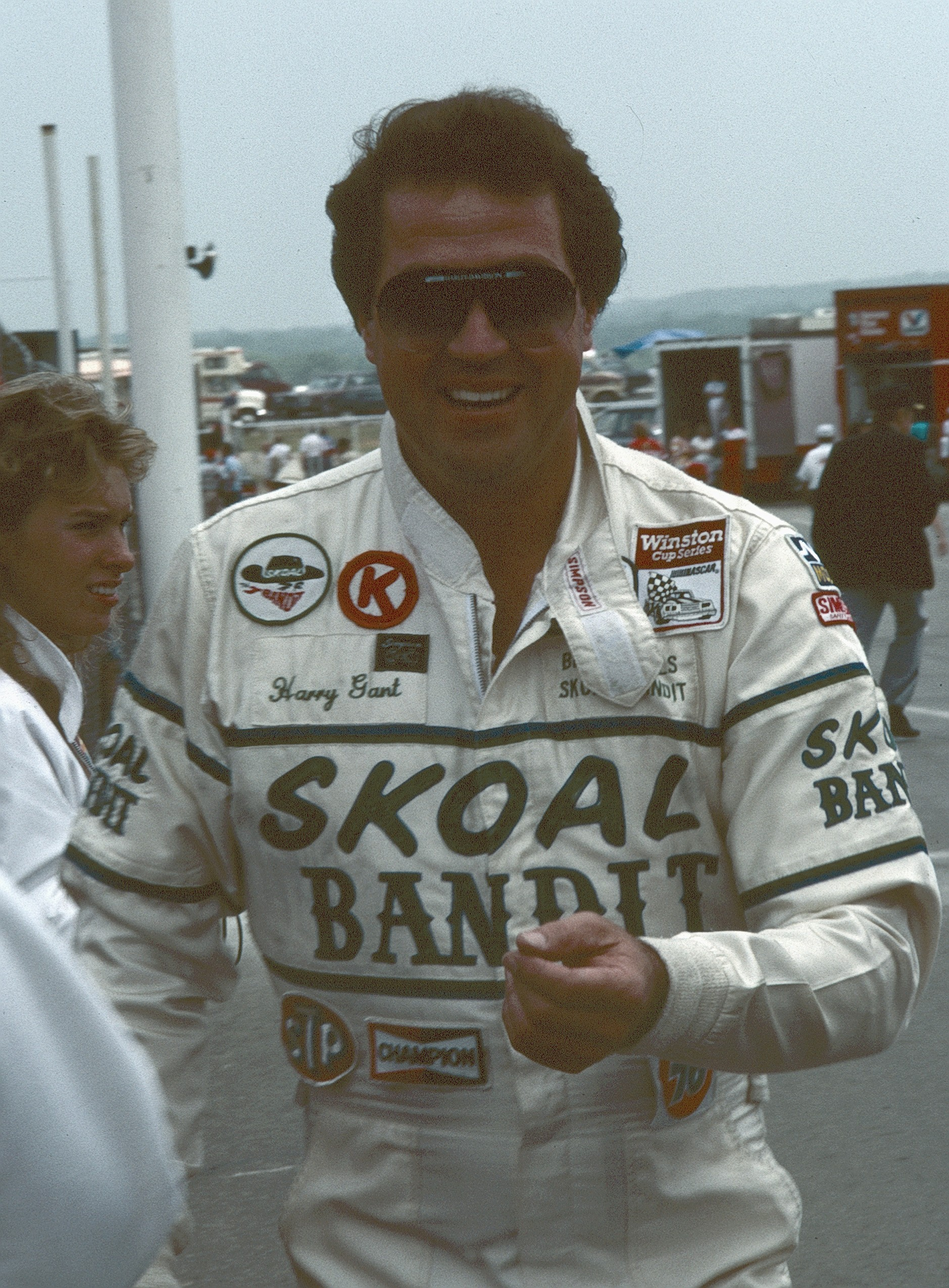
Harry Gant vainqueur de la 9e édition de l'International Race of Champions

La 9e édition de l'International Race of Champions, disputée en 1985, a été remportée par l'Américain Harry Gant. Tous les pilotes  conduisaient des Chevrolet Camaro.

## Courses de l'IROC IX
| Date            | Lieu     | Vainqueur       | Nationalité | Championnat d'origine |
| 15 février 1985 | Daytona  | Darrell Waltrip | États-Unis  | Winston Cup (NASCAR)  |
| 8 juin 1985     | Mid-Ohio | Bobby Rahal     | États-Unis  | CART                  |
| 10 août 1985    | Michigan | Harry Gant      | États-Unis  | Winston Cup (NASCAR)  |

Note: Le calendrier d'origine comportait quatre manches. Mais l'épreuve prévue sur le Talladega Superspeedway le 27 juillet fut annulée en raison de la pluie. 

## Classement des pilotes
| Classement | Pilote          | Pays        | Championnat                        | Points |
| ---------- | --------------- | ----------- | ---------------------------------- | ------ |
| 1er        | Harry Gant      | États-Unis  | Winston Cup (NASCAR)               | 45     |
| 2e         | Darrell Waltrip | États-Unis  | Winston Cup (NASCAR)               | 45     |
| 3e         | Bobby Rahal     | États-Unis  | CART                               | 40     |
| 4e         | Tom Sneva       | États-Unis  | CART                               | 32     |
| 5e         | Terry Labonte   | États-Unis  | Winston Cup (NASCAR)               | 31     |
| 6e         | Derek Bell      | Royaume-Uni | World Endurance Championship (FIA) | 31     |
| 7e         | John Watson     | Royaume-Uni | Formule 1 (FIA)                    | 30     |
| 8e         | Cale Yarborough | États-Unis  | Winston Cup (NASCAR)               | 29     |
| 9e         | A.J. Foyt       | États-Unis  | CART                               | 28     |
| 10e        | Jochen Mass     | Allemagne   | World Endurance Championship (FIA) | 27     |
| 11e        | Mario Andretti  | États-Unis  | CART                               | 25     |
| 12e        | Tom Gloy        | États-Unis  | SCCA                               | 12     |

Note: Blessé, Mario Andretti fut contraint de déclarer forfait pour la dernière manche de la saison.